# Urubu-rei
O urubu-rei (nome científico: Sarcoramphus papa), também designado como urubu-real, urubutinga, corvo-branco, urubu-branco, urubu-rubixá ou iriburubixá, é uma ave acipitriforme da família dos catartídeos (Cathartidae). Habitante de zonas tropicais a semitropicais, desde o México à Argentina. Habita todo o território brasileiro, Tem cabeça e pescoço nus, pintados de vermelho, amarelo e alaranjado, a parte superior do corpo amarelo-clara, esbranquiçada, asas e cauda pretas, o lado inferior branco, com plumagem branca e negra. Possui uma envergadura de até dois metros e peso que oscila de 2,7 a 4,5 quilos, medindo de 67 a 81 centímetros de comprimento. Na natureza, tem poucos predadores naturais, mas, devido à baixa reprodutividade da espécie e à degradação do seu habitat, é uma espécie cada vez mais rara de se observar.

## Etimologia
O nome do gênero Sarcoramphus deriva do grego sárx (σάρξ, "carne") e rhámphos (ῥάμφος, "bico" ou "gancho"), em referência ao hábito necrófago da ave e à forma de seu bico. O epíteto específico papa deriva de papa. Seu nome popular Urubu vem do tupi uru'wu em sentido definido. O étimo foi registrado em 1648 como orubù e 1817 como urubús. Urubutinga, por sua vez, deriva do tupi uruwu'tinga, que é uma junção de uru'wu no sentido definido e 'tinga no sentido de "branco". O termo foi citado em cerca de 1594 como urubutĩga e em 1610 como urubatinga. Rubixá, segundo Antenor Nascentes, deriva do tupi rubi'xab no sentido de "principal".
Existem duas teorias sobre como o abutre-rei ganhou a parte "rei" de seu nome comum. A primeira é que o nome é uma referência ao seu hábito de deslocar abutres menores de uma carcaça e comer enquanto esperam. Uma teoria alternativa relata que o nome é derivado de lendas maias, nas quais a ave era um rei que servia como mensageiro entre os humanos e os deuses. Esta ave também era conhecida como "corvo branco" pelos espanhóis no Paraguai. Foi chamado cozcacuauhtli em náuatle, derivado de cozcatl "colar" e cuauhtli "ave de rapina". O nome urubu-rei foi selecionado como nome vernáculo técnico para a espécie pelo Comitê Brasileiro de Registros Ornitológicos (CBRO) em 2021.

## Taxonomia e sistemática
O urubu-rei foi originalmente descrito por Carlos Lineu em 1758 na décima edição de seu Systema Naturae como Vultur papa, a partir do espécime tipo originalmente coletado no Suriname. Foi reatribuído ao gênero Sarcoramphus em 1805 pelo zoólogo francês André Marie Constant Duméril. O nome genérico é uma forma composta neolatina formado pelas palavras gregas σάρξ (sarx, "carne", cuja forma combinada é σαρκο-) e ῥάμφος (rhamphos, "bico torto de ave de rapina"). O nome do gênero é muitas vezes escrito incorretamente como Sarcor h amphus, retendo inadequadamente a respiração áspera grega apesar da aglutinação com o elemento da palavra anterior. A ave também foi atribuída ao gênero Gyparchus por Constantin Wilhelm Lambert Gloger em 1841, mas essa classificação não é usada na literatura moderna, pois Sarcoramphus tem prioridade por ser o primeiro nome. O nome da espécie é derivado da palavra latina papa, bispo ou papa, aludindo à plumagem da ave que se assemelha à roupa de um. O parente vivo mais próximo do urubu-rei é o condor-dos-andes (Vultur gryphus). Alguns autores até colocaram essas espécies em uma subfamília separada dos outros abutres do Novo Mundo, embora a maioria dos autores considere essa subdivisão desnecessária.
A localização sistemática exata do urubu-rei e das seis espécies restantes de abutres do Novo Mundo permanece incerta. Embora ambos sejam semelhantes em aparência e tenham papéis ecológicos semelhantes, os abutres do Novo Mundo e do Velho Mundo evoluíram de diferentes ancestrais em diferentes partes do mundo. O quão diferentes são os dois está atualmente em debate, com algumas autoridades anteriores sugerindo que os abutres do Novo Mundo estão mais intimamente relacionados às cegonhas. Autoridades mais recentes mantêm sua posição geral na ordem Falconiformes junto com os abutres do Velho Mundo ou os colocam em sua própria ordem, Cathartiformes. O Comitê de Classificação da América do Sul removeu os abutres do Novo Mundo de Ciconiiformes e, em vez disso, os colocou em Incertae sedis, mas observa que é possível uma mudança para Falconiformes ou Cathartiformes. Como outros abutres do Novo Mundo, o urubu-rei tem um número diploide de cromossomos de 80.

### Registro fóssil e evolução
O gênero Sarcoramphus, que hoje contém apenas o urubu-rei, teve uma distribuição mais ampla no passado. O abutre-de-kern (Sarcoramphus kernense) viveu no sudoeste da América do Norte durante o meio do Plioceno (Placenciano), há cerca de 3,5 a 2,5 milhões de anos. Foi um componente pouco conhecido das fases faunísticas Blancano / Delmontiano. O único material é um fóssil de úmero distal quebrado, encontrado em Pozo Creek, no condado de Kern, na Califórnia. De acordo com a descrição original de Loye H. Miller, "comparado com [S. papa] o tipo se conforma em forma geral e curvatura, exceto por seu maior tamanho e robustez". O grande intervalo de tempo entre a existência das duas espécies sugere que o abutre-de-kern pode ser distinto, mas como o fóssil está um pouco danificado, nem mesmo a atribuição a esse gênero é completamente certa. Durante o Pleistoceno Tardio, outra espécie provavelmente atribuível ao gênero, Sarcoramphus fischeri, ocorreu no Peru. Um suposto fóssil de parente de urubu-rei encontrado em depósitos de cavernas quaternárias em Cuba acabou por ser ossos do falcão Buteogallus borrasi.
Pouco pode ser dito sobre a história evolutiva do gênero, principalmente porque os restos de outros abutres do Novo Mundo do neogeno são geralmente mais jovens ou ainda mais fragmentários. Os teratornídeos (Teratornithidae) dominavam o nicho ecológico, especialmente a América do Norte. O abutre-de-kern parece preceder ligeiramente o Grande Intercâmbio Americano, e a diversidade dos abutres do Novo Mundo parece ter se originado na América Central. O abutre-de-kern representaria, portanto, uma divergência para norte, talvez uma linhagem irmã da linhagem S. fischeri – S. papa. O registro fóssil, embora escasso, apoia a teoria de que os ancestrais de urubus-reis e condores sul-americanos separaram pelo menos cerca de 5 milhões de anos.

### O "abutre pintado" de Bartram

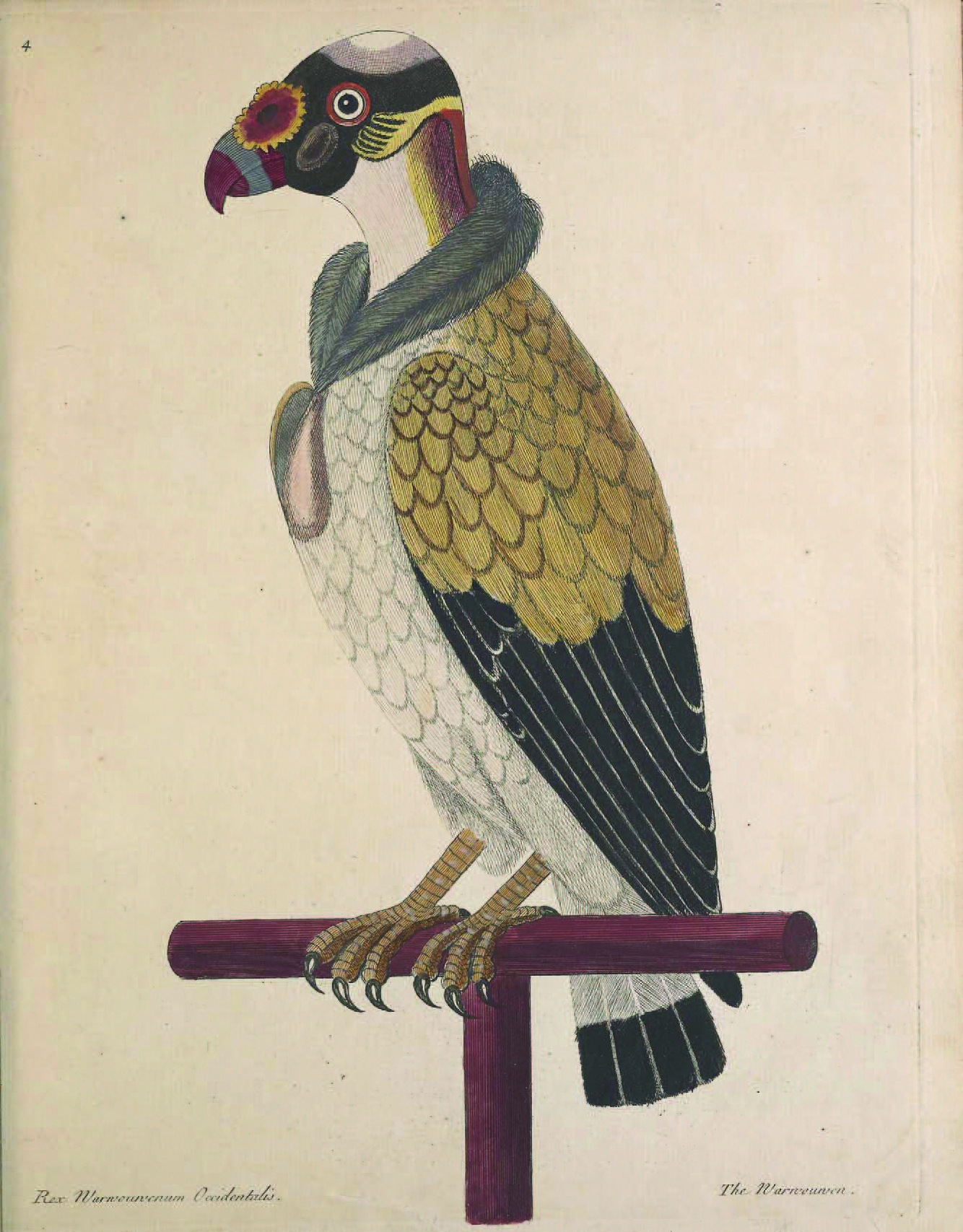
Desenho de 1734 de Eleazar Albin que às vezes foi identificado como um "abutre pintado"

Um "abutre pintado" (Sarcoramphus sacra ou S. papa sacra) é descrito nas notas de William Bartram sobre suas viagens pela Flórida durante a década de 1770. A descrição deste pássaro combina com a aparência do urubu-rei, exceto que tinha uma cauda branca, não preta. Bartram descreve o pássaro como sendo relativamente comum e até afirmou ter coletado um. No entanto, nenhum outro naturalista registrou o abutre pintado na Flórida e sessenta anos após o avistamento sua validade começou a ser questionada, levando ao que John Cassin descreveu como o problema mais convidativo da ornitologia norte-americana. Um relato e pintura independentes foram feitos de um pássaro semelhante por Eleazar Albin em 1734.
Enquanto a maioria dos primeiros ornitólogos defendia a honestidade de Bartram, Joel Asaph Allen argumentou que o abutre pintado era mítico e que Bartram misturou elementos de diferentes espécies para criar esse pássaro. Allen destacou que o comportamento das aves, registrado por Bartram, está em total concordância com o do carcará (Caracara plancus). Por exemplo, Bartram observou que as aves seguiam incêndios florestais para procurar insetos queimados e tartarugas. Esse comportamento é típico dos carcarás. Acreditava-se que o carcará era comum nos dias de Bartram, mas seria notavelmente ausente das notas de Bartram caso o abutre pintado seja aceito como Sarcoramphus. No entanto, Francis Harper argumentou que o pássaro poderia, como na década de 1930, ter sido raro na área que Bartram visitou e poderia ter sido esquecido.
Harper notou que as notas de Bartram foram consideravelmente alteradas e expandidas na edição impressa, e o detalhe da cauda branca apareceu impresso pela primeira vez neste relato revisado. Harper aponta que Bartram poderia ter tentado preencher os detalhes do pássaro de memória e errar a coloração da cauda. Harper e vários outros pesquisadores tentaram mostrar a existência anterior do urubu-rei, ou um parente próximo, na Flórida nesta data tardia, sugerindo que a população estava em processo de extinção e finalmente desapareceu durante um período de frio. Além disso, William McAtee, observando a tendência dos pássaros de formar subespécies na Flórida, sugeriu que a cauda branca poderia ser um sinal de que o abutre pintado era uma subespécie do urubu-rei.

## Características

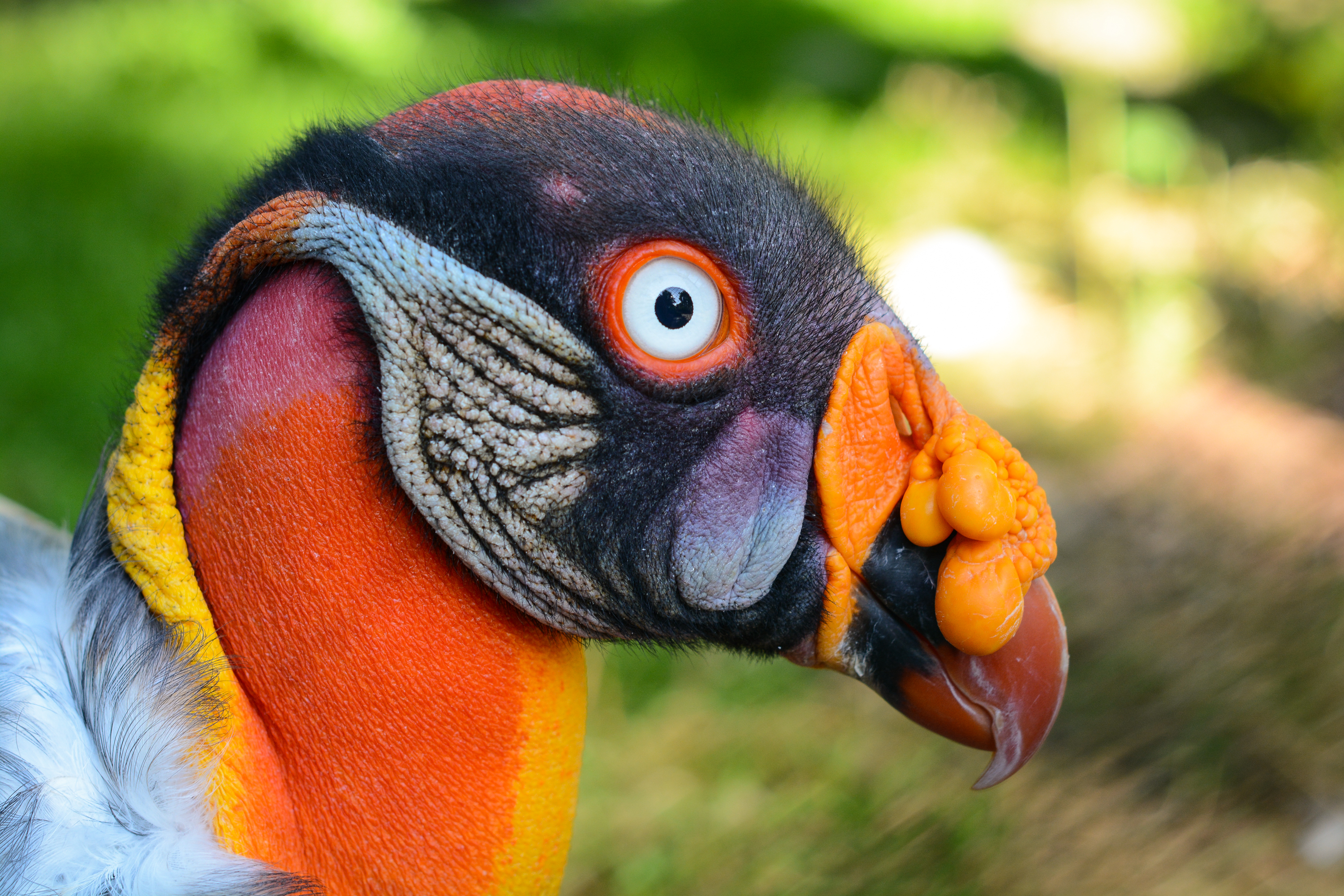
Vista lateral da cabeça em espécime do Parque Ornitológico de Walsrode

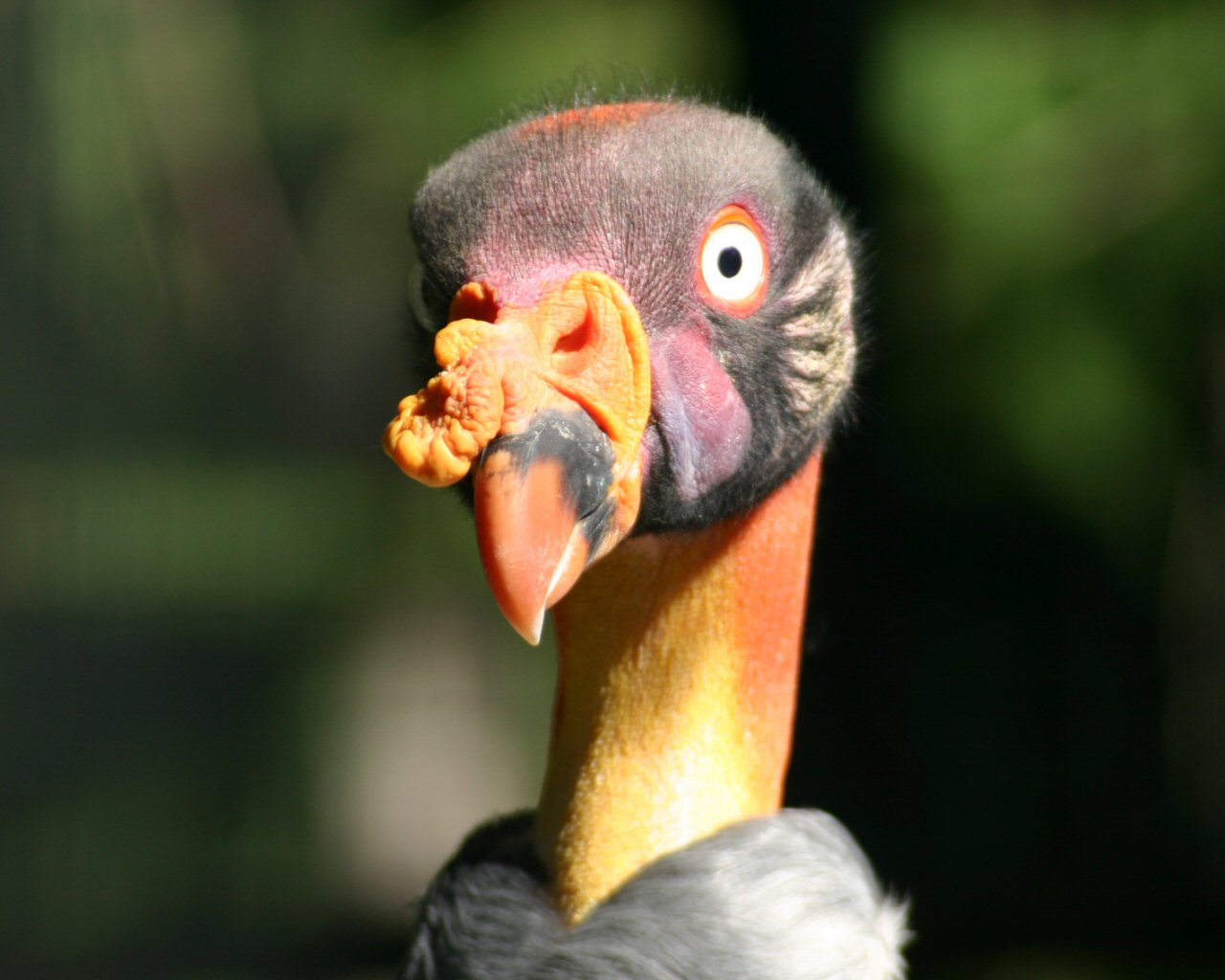
Urubu-rei adulto no Zoológico de Berlim, na Alemanha

Excluindo as duas espécies de condores, o urubu-rei é o maior dos abutres do Novo Mundo. Seu comprimento total varia de 67 a 81 centímetros e sua envergadura é de 1,2 a dois metros. Seu peso varia de 2,7 a 4,5 quilos. Uma ave imponente, o urubu-rei adulto tem uma plumagem predominantemente branca, com um leve tom amarelo-rosado. Em forte contraste, as coberturas das asas, as penas de voo e a cauda são cinza escuro a preto, assim como o rufo proeminente do pescoço grosso. A cabeça e o pescoço são desprovidos de penas, os tons de pele de vermelho e roxo na cabeça, laranja vívido no pescoço e amarelo na garganta. Na cabeça, a pele é enrugada e dobrada, e há uma crista dourada irregular altamente perceptível presa na cera acima do bico laranja e preto; este carúnculo não se forma completamente até o quarto ano da ave.
Raramente ele voa mais alto que 400 metros. Pode enxergar uma presa de 30 centímetros no solo, mas prefere animais grandes. O urubu-rei tem, em relação ao seu tamanho, o maior crânio e caixa craniana, e o bico mais forte, dos abutres do Novo Mundo. O bico é afiado, e tem uma ponta em forma de gancho. A ave tem asas largas e cauda curta, larga e quadrada. As íris de seus olhos são brancas e delimitadas por esclera vermelha brilhante. Ao contrário de alguns abutres do Novo Mundo, o urubu-rei não tem cílios. Ele também tem pernas cinzentas e garras longas e grossas. A cabeça e o pescoço do urubu são implumes (não têm penas). Esta falta de penas é uma adaptação de higiene, pois previne bactérias da carniça e expõe a pele aos efeitos esterilizantes do sol.
O urubu-rei não apresenta muitas diferenças sexuais, sem diferença na plumagem e pouco no tamanho entre machos e fêmeas. O urubu-rei juvenil tem o bico e os olhos escuros e um pescoço cinza e felpudo que logo começa a ficar da cor laranja de um adulto. Os abutres mais jovens são de uma cor cinza-ardósia e, embora pareçam semelhantes ao adulto no terceiro ano, eles não mudam completamente para a plumagem adulta até os cinco ou seis anos de idade. Jack Eitniear, do Centro para o Estudo de Aves Tropicais em San Antonio, Texas, analisou a plumagem de aves em cativeiro de várias idades e descobriu que as penas ventrais foram as primeiras a começar a ficar brancas a partir dos dois anos de idade, seguidas pelas penas das asas, até atingir a plumagem adulta completa. Os estágios imaturos finais têm penas pretas espalhadas na parte de cima das asas. Aves imaturas de plumagem escura pode levar a confusões com o gênero Cathartes e com a águia-cinzenta (Urubitinga coronata), mas voam com asas chatas, enquanto os adultos de plumagem pálida podem ser confundidos com a cabeça-seca (Mycteria americana), maguari (Ciconia maguari) e com o tachã (Chauna torquata), embora o pescoço longo e as pernas desta última permitam fácil reconhecimento de longe.

## Distribuição e habitat
O urubu-rei habita entre o sul do México e o norte da Argentina. Na América do Sul, não vive a oeste dos Andes, exceto no oeste do Equador, no noroeste da Colômbia e no extremo noroeste da Venezuela. No Brasil, em especial, ocorre nos estados do Acre, Alagoas, Amapá, Amazonas, Bahia, Ceará, Distrito Federal, Espírito Santo, Goiás, Maranhão, Mato Grosso, Mato Grosso do Sul, Minas Gerais, Paraná, Paraíba, Pará, Pernambuco, Piauí, Rio Grande do Norte, Rio Grande do Sul, Rio de Janeiro, Rondônia, Roraima, Santa Catarina, Sergipe, São Paulo e Tocantins, nos biomas da Amazônia, Caatinga, Cerrado, Mata Atlântica e Pantanal. Em termos hidrográficos, está presente nas sub-bacias do Araguaia, do Contas, do Doce, do Grande, do Guaíba, do Gurupi, do Iguaçu, do Itapecuru, do Itapecuru, do Paraguaçu, do Jaguaribe, do Jequitinhonha, litoral do Amapá, Bahia, Espírito Santo, Ceará, Piauí, Pernambuco, Rio de Janeiro, São Paulo, Rio Grande do Sul, Sergipe, Paraná e Santa Catarina, do Madeira, do Mearim, do Negro, do Paraguai 01, 02 e 03, do Paranapanema, do Paranaíba, do Paraná RH1, do Paraíba do Sul, do Alto, Médio e Baixo Parnaíba, do Paru, do Piranhas, do Purus, do Solimões, do Alto, Médio, Submédio e Baixo São Francisco, do Tapajós, do Tietê, do Alto e Baixo Tocantins, do Trombetas, do Alto e Médio Uruguai e do Xingu.
O urubu-rei habita principalmente florestas tropicais de baixa altitude não perturbadas, assim como savanas e pastagens próximas a tais florestas. Muitas vezes é visto perto de pântanos ou lugares pantanosos nas florestas. Esta ave é muitas vezes o abutre mais numeroso ou único presente em florestas primárias de planície em seu alcance, mas na floresta amazônica é tipicamente superado em número pelo urubu-da-mata (Cathartes melambrotus), e tipicamente em ambientes mais abertos é superado em número pelo urubu-de-cabeça-amarela (Cathartes burrovianus), urubu-de-cabeça-vermelha (Cathartes aura) e urubu-de-cabeça-preta (Coragyps atratus). Os urubus-rei geralmente não vivem a mais de 1 500 metros acima do nível do mar, embora tenham sido encontrados em locais a 2 500 metros de altitude a leste dos Andes, e registrados em altitudes de até 3 300 metros Habitam o nível da floresta emergente, ou acima do dossel. Restos do Pleistoceno recuperados da província de Buenos Aires, no centro da Argentina, mais de 700 quilômetros ao sul de sua faixa atual indicam que a espécie podia habitar a região.

## Ecologia e comportamento

### Alimentação

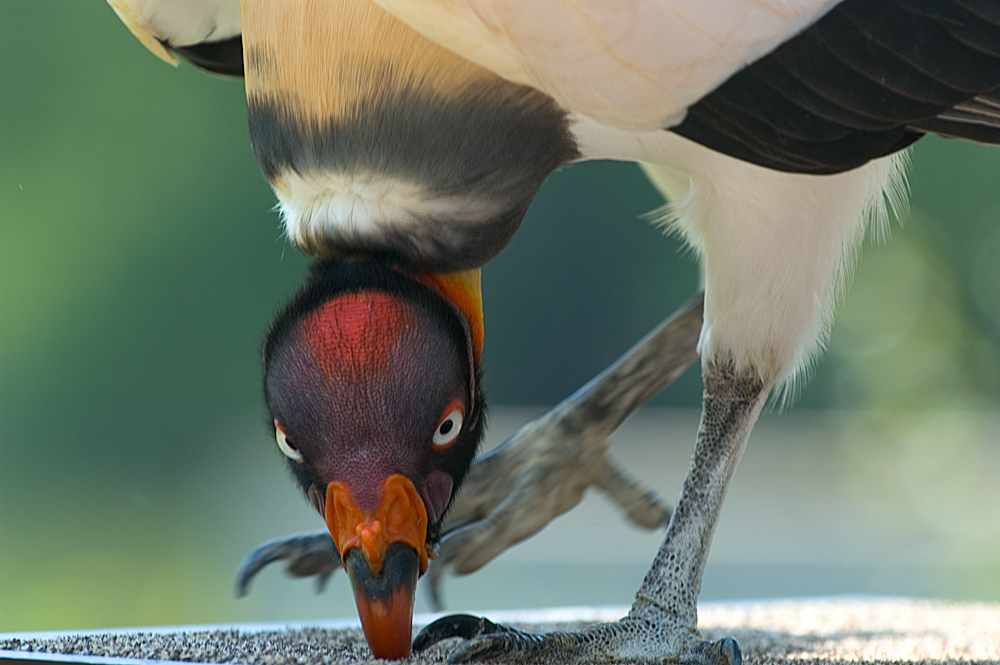
Urubu-rei no Zoológico de Minesota, nos Estados Unidos

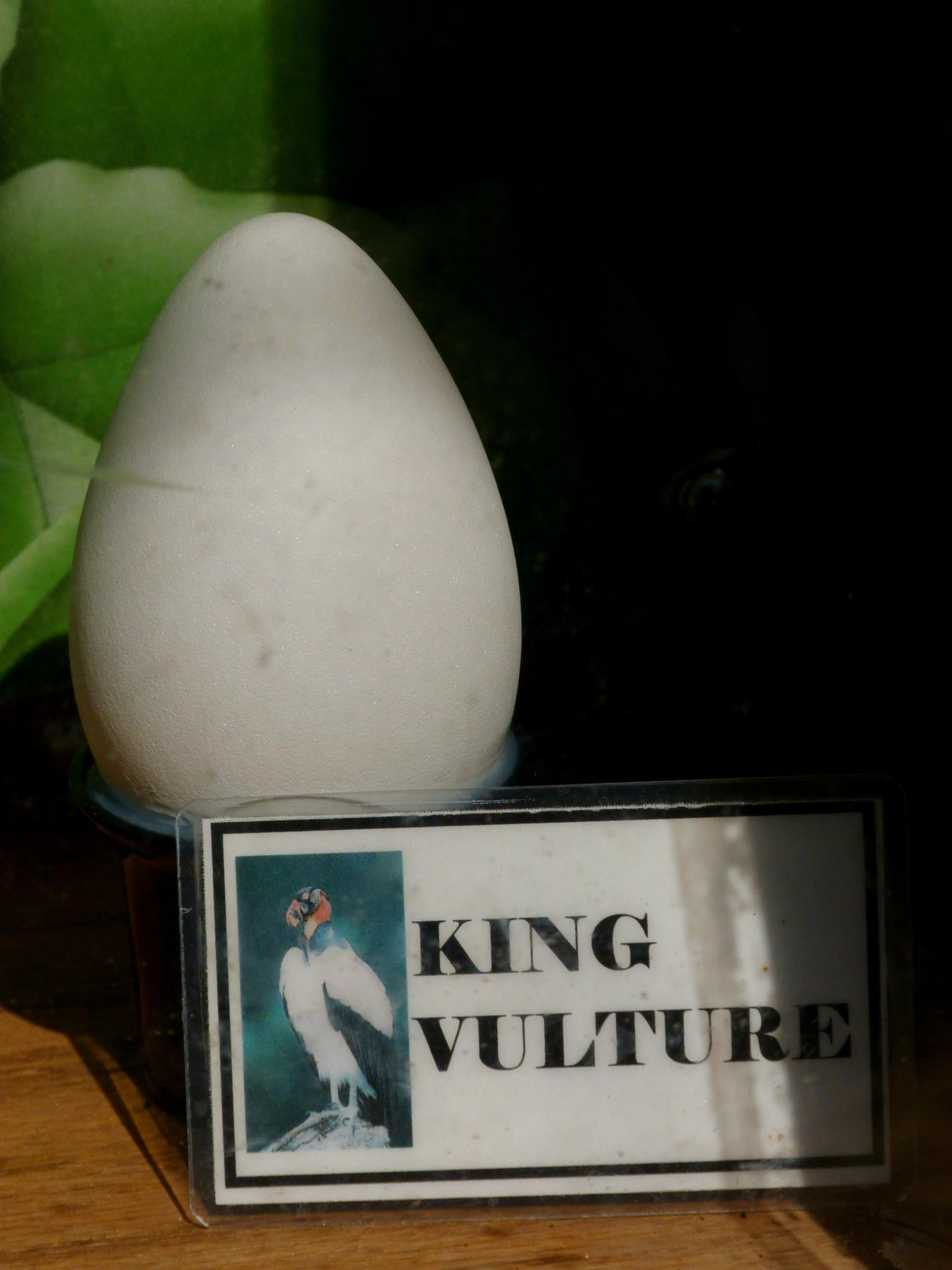
Ovo exibido no zoológico de Brevard

O urubu-rei come qualquer coisa, desde carcaças de gado a peixes encalhados e lagartos mortos. Principalmente um comedor de carniça, existem relatos isolados de matar e comer animais feridos, bezerros recém-nascidos e pequenos lagartos. Embora localize a comida pela visão, o papel que o cheiro tem na forma como encontra especificamente a carniça tem sido debatido. O consenso é de que não detecta odores e, em vez disso, segue urubus-de-cabeça-vermelha e urubus-da-mata, que têm olfato, até uma carcaça. Contudo, um estudo de 1991 demonstrou que o urubu-rei poderia encontrar carniça na floresta sem a ajuda de outros abutres, sugerindo que pode localizar alimentos usando o sentido olfativo. O urubu-rei come principalmente carniça encontrada na floresta, embora possa se aventurar nas savanas próximas em busca de comida. Depois de encontrar uma carcaça, desloca os outros abutres por causa de seu tamanho grande e bico forte. No entanto, não costuma deslocar o condor-dos-andes. Usando seu bico para rasgar, faz o corte inicial em carcaças frescas. Isso permite que os urubus menores, de bico mais fraco, que não podem abrir o couro de uma carcaça, acessem a carniça após o urubu-rei ter se alimentado. A língua do abutre é semelhante a uma grosa, o que permite que puxe a carne dos ossos. Geralmente, come apenas a pele e partes mais duras do tecido de sua refeição. Come até mal poder se mover e, de barriga cheia, exala um cheiro forte, repugnante. Também foi registrado comendo buritis quando falta carniça no estado de Bolívar, Venezuela.

### Reprodução
O comportamento reprodutivo do urubu-rei na natureza é pouco conhecido, e muito conhecimento foi adquirido com a observação de aves em cativeiro, particularmente no Menagerie de Paris. Um urubu-rei adulto amadurece sexualmente por volta de quatro a cinco anos de idade, com as fêmeas amadurecendo um pouco mais cedo que os machos. As aves se reproduzem principalmente durante a estação seca. Os urubu-rei formam pares para toda a vida e geralmente põe um único ovo branco, sem manchas, em seu ninho na cavidade de uma árvore. Para afastar potenciais predadores, os abutres mantêm seus ninhos malcheirosos. Ambos os pais incubam o ovo por 52 a 58 dias antes da eclosão. Se o ovo for perdido, muitas vezes será substituído após cerca de seis semanas. Os pais compartilham os deveres de incubação e cuidado de ninhada até que o filhote tenha cerca de uma semana de idade. Os filhotes são semialtriciais – eles são indefesos quando nascem, mas são cobertos de penas felpudas, enquanto aves altriciais nascem despenada -, e seus olhos estão abertos ao nascer. Os filhotes começam a crescer sua segunda camada de penugem branca no dia 10 e ficam na ponta dos pés no dia 20. De um a três meses de idade, os filhotes passeiam e exploram as proximidades do ninho, e fazem seus primeiros voos por volta dos três meses de idade.

### Comportamento
O abutre-rei voa por horas sem esforço, apenas batendo as asas com pouca frequência. Durante o voo, suas asas são mantidas planas com pontas ligeiramente levantadas, e de longe o abutre pode parecer sem cabeça durante o voo. Suas batidas de asa são profundas e fortes. Aves foram observadas em voo duplo em duas ocasiões na Venezuela pela naturalista Marsha Schlee, que propôs que isso poderia ser parte do comportamento de namoro.
Apesar de seu tamanho e coloração vistosa, este abutre é bastante discreto quando está empoleirado em árvores. Enquanto empoleirado, mantém a cabeça abaixada e empurrada para frente. Não é migratório e, ao contrário do urubu-de-cabeça-vermelha, do urubu-de-cabeça-amarela e do urubu-de-cabeça-preta, geralmente vive sozinho ou em pequenos grupos familiares. Grupos de até 12 pássaros foram observados tomando banho e bebendo em uma piscina acima de uma cachoeira em Belize. Uma ou duas aves geralmente descem para se alimentar de uma carcaça, embora ocasionalmente até dez ou mais possam se reunir se houver uma quantidade significativa de comida. Os urubus-rei vivem até 30 anos em cativeiro, embora um macho transferido do zoológico de Sacramento para o zoológico de Queens tenha mais de 47 anos. Sua expectativa de vida na natureza é desconhecida. Este abutre usa uroidrose, defecando nas pernas, para diminuir a temperatura do corpo. Apesar de seu bico e tamanho grande, é relativamente pouco agressivo em matar. O urubu-rei não tem uma caixa de voz, embora possa fazer ruídos baixos de coaxar e chiados no namoro, e ruídos de estalo quando ameaçado. Seus únicos predadores naturais são cobras, que atacam os ovos e filhotes, e grandes felinos, como onças, que podem surpreender e matar um urubu adulto em uma carcaça.

## Conservação

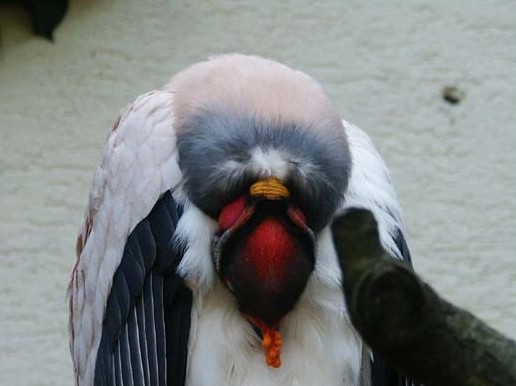
Adulto de cabeça abaixada

Esta ave é uma espécie de menor preocupação à União Internacional para a Conservação da Natureza (UICN / IUCN), com um alcance estimado de 14×106 km2 (5,400,000 sq mi) e entre 10 e 100 indivíduos selvagens. No entanto, há evidências que sugerem um declínio na população, embora não seja significativo o suficiente para fazer com que seja listado como ameaçado. Seu hábito de pousar em árvores altas e voar em altitude dificultam o monitoramento. Sabe-se que é raro em áreas onde as populações de mamíferos foram reduzidas e há casos de extinção local. Seu declínio deve-se principalmente à caça furtiva, o declínio na abundância de presas como consequência dessa atividade, o envenenamento por chumbo e, principalmente, a perda e degradação do habitat devido à extração de florestas maduras e à expansão agropecuária. Entre 1985 e 2020, registrou-se uma redução de 13,7% nas áreas classificadas como "Formação Florestal", "Formação Savânica" e "Formação Campestre" dentro do polígono de distribuição da espécie. Com base nesses dados e projetando a mesma taxa de declínio para os dois anos anteriores (1983 e 1984), estima-se uma perda total de habitat de 16% ao longo de três gerações do táxon (37 anos). Embora essa perda de habitat represente sua principal limitação, não há evidências, no Brasil, de que ela possa atingir níveis que configurem risco de extinção em um futuro próximo.
No Brasil, a espécie consta em várias listas de conservação: em 2005, foi classificada como vulnerável na Lista de Espécies da Fauna Ameaçadas do Espírito Santo; em 2014, como criticamente em perigo na Lista das Espécies da Fauna Ameaçadas de Extinção no Rio Grande do Sul e em perigo no Livro Vermelho da Fauna Ameaçada de Extinção no Estado de São Paulo; e em 2018, como quase ameaçado na Lista Vermelha do Livro Vermelho da Fauna Brasileira Ameaçada de Extinção do Instituto Chico Mendes de Conservação da Biodiversidade (ICMBio) e como vulnerável na Lista das Espécies da Fauna Ameaçadas de Extinção no Estado do Rio de Janeiro. Em 2021, foi mencionado na Lista de Aves do Ceará.

### Áreas de conservação
No Brasil, o urubu-rei é registrado em várias áreas de conservação:
Áreas de Proteção Ambiental (APA)
- Baía de Todos os Santos
- Cavernas do Peruaçu
- Amazônia
- Região Serrana
- Nascentes do Rio Paraguai
- Jalapão
- Tapajós
- Meandros do Araguaia
- Ilha do Bananal/Cantão
- Serra da Mantiqueira
- Serra do Ibitipoca
- Serra do Lajeado

Estações Ecológicas (ESEC)
- Aiuaba
- Serra Geral do Tocantins
- Taiamã
- Uruçuí-Una
- Rio Acre
- Taim
- Tamoios
- Ilha do Bananal

Estações Biológicas
- Borborema
- Serra do Cachimbo
- Maracá
- Santa Lúcia
- Guará
- Tinguá

Parques Nacionais (PARNA)
- Cavernas do Peruaçu
- Amazônia
- Chapada Diamantina
- Serra da Capivara
- Serra do Divisor
- Emas
- Anavilhanas
- Brasília
- Itatiaia
- Monte Pascoal
- Iguaçu
- Jaú
- Monte Roraima
- Pantanal Matogrossense
- Viruá
- Grande Sertão Veredas
- Fernando de Noronha
- Abrolhos
- Serra da Bodoquena
- Serra da Canastra
- Serra da Capivara
- Serra do Cipó
- Serra do Itajaí

Reservas Extrativistas (RESEX)
- Arapixi
- Baixo Juruá
- Baixo Rio Branco-Jauaperi
- Cazumbá-Iracema
- Chico Mendes
- Lago do Capanã Grande

Refúgios de Vida Silvestre (REVIS)
- Boa Nova
- Ararinha Azul
- Campos de Palmas

Reservas Particulares do Patrimônio Natural (RPPN)
- Adão e Eva
- Adília Paraguassu Batista
- Água Bonita
- Aldeia Ekinox
- Ano Bom
- Araçari
- Arara Azul
- Área de Proteção do Reservatório de Juramento
- Cachoeira Boa Vista
- Cachoeira do Cerradão
- Caetezal
- Chácara Mangueiras
- Chakra Grisu
- Córrego dos Bois
- das Araucárias
- dos Feixos
- Estação Biológica da Mata do Sossego
- Estância Santa Inês
- Fazenda América
- Fazenda Araucária
- Fazenda Arruda
- Fazenda Cachoeirinha
- Fazenda Caetano
- Fazenda Capão Bonito
- Fazenda Centro
- Fazenda Cruzeiro
- Fazenda da Serra
- Fazenda Estância Dorochê
- Fazenda Jaquanêz
- Fazenda Macedônia
- Fazenda Mata Funda
- Fazenda Olho D'Água do Urucu
- Fazenda Palmeiras
- Fazenda Paraíso
- Fazenda Pioneira
- Fazenda Primavera
- Fazenda San Michele
- Fazenda Santo Antônio do Pindaré - Gleba Barra da Jurema
- Fazenda Sayonara
- Fazenda Serrote
- Fazenda Silvo Agro-Pastoril Gonçalves
- Fazendinha
- Gleba O Saquinho de Itapirapuá
- Hotel Mirante
- Itacira
- Itajurú ou Sobrado
- Jubran
- Laço de Amor
- Linda Serra dos Topázios
- Lote Cristalino
- Marvão
- Meandros II
- Monlevade
- Morro do Curussu Mirim
- Nadir Júnior
- Nave da Esperança
- Parque Ecológico Artex
- Parque Ecológico João Basso
- Prima Luna
- Rancho 55-I
- Rancho Mira-Serra
- Reserva Boca da Mata
- Reserva Ecológica Amadeu Botelho
- Reserva Ecológica da Mata Fria
- Reserva Santa Mônica
- Reserva Santuário de Vida Silvestre Pousada das Araras
- Retiro Boa Esperança
- Seringal Assunção
- Seringal Triunfo
- Sítio Curucutu
- Sítio do Bananal
- Sítio Estrela Dalva
- Sítio Grimpas
- Sítio Raio Solar
- Sítio São Francisco
- Unidade de Conservação de Galheiros
- Vila Ana Angélica
- Voturuna V

Terras Indígenas
- Barra Velha
- Igarapé Lourdes
- Inawebohona
- Mamoadate
- Sai-Cinza
- São Marcos - RR

## Relação com humanos

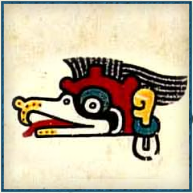
Cozcacuauhtli do Códice Laud

O urubu-rei é uma das espécies de aves mais comuns representadas nos códices maias. Seu glifo é facilmente distinguível pelo botão no bico da ave e pelos círculos concêntricos que compõem os olhos da ave. Em alguns casos a ave é retratada como um deus, com corpo humano e cabeça de ave. De acordo com a mitologia maia, esse deus muitas vezes carregava mensagens entre os humanos e os outros deuses. Também pode ser usado para representar Cozcacuauhtli, o décimo terceiro dia do mês no calendário asteca (13 Reed). O glifo também poderia representar o peru-ocelado (Meleagris ocellata), mas o bico em forma de gancho e a acácia apontam para ser, de fato, um urubu-rei. O sangue e as penas da ave também eram usados na medicina tradicional para tentar curar doenças. O urubu-rei também é um tema popular nos selos dos países dentro do seu alcance. Apareceu em um selo para El Salvador em 1963, Belize em 1978, Guatemala em 1979, Honduras em 1997, Bolívia em 1998 e Nicarágua em 1999.